# Cư sĩ
Cư sĩ (zh. 居士, sa. gṛhapati, kulapati, pi. gahapati) là tên dịch nghĩa, cũng được gọi là Trưởng giả (長者), Gia chủ (家主), Gia trưởng (家長), dịch âm Hán-Việt là Ca-la-việt (迦羅越), Già-la-việt (伽羅越). Danh từ này có hai nghĩa:
1. Người dòng họ giàu sang;
2. Người tại gia mộ đạo (Phật).

Phần lớn, từ Cư sĩ được hiểu dưới nghĩa thứ hai và đồng nghĩa với Cận sự nam (zh. 近事男, sa., pi. upāsaka), Cận sự nữ (zh. 近事女, sa., pi. upāsikā). Cư sĩ là một danh từ chỉ người theo đạo Phật nhưng vẫn giữ đời sống thế gian, đã quy y Tam bảo và giữ năm giới.
Theo Phật giáo Nguyên thủy thì cư sĩ đạo Phật thông thường còn rất lâu mới đạt Niết-bàn vì họ không chịu từ bỏ dục lạc thế gian. Tuy nhiên nếu họ giữ hạnh bố thí (sa., pi. dāna) thì phúc đức (sa. puṇya) có thể giúp họ tái sinh làm tăng sĩ và nhờ đó tu học đến cấp bậc A-la-hán và đạt Niết-bàn. Phật giáo Nguyên thủy xem cư sĩ là người phụng sự đạo pháp bằng cách cúng dường thực phẩm, quần áo, là người lo lắng cho đời sống của tăng, ni. Đại thừa xem cư sĩ có vai trò quan trọng hơn, quan niệm rằng cư sĩ cũng có khả năng thành Phật như tất cả những ai. Nhiều Bồ Tát trong Đại thừa ẩn dưới đời sống của một cư sĩ tại gia thông thường. Ví dụ tiêu biểu có lẽ là cư sĩ Duy-ma-cật trong bộ kinh Duy-ma-cật sở thuyết.
Tại Trung Quốc có giáo hội của cư sĩ và, thường thường, các vị này lấy việc giữ năm giới làm nền tảng chung. Nếu vì lý do gì mà một hay nhiều giới bị vi phạm thì cư sĩ có quyền chỉ nguyện giữ những giới kia. Có người cho đốt ba hay nhiều chấm vào cánh tay để xác nhận mình là cư sĩ. Có nhiều cư sĩ nguyện giữ cả giới Bồ Tát.